# Karl-Heinz Riemke
Karl-Heinz Riemke (* 24. Oktober 1950 in Wilhelmshaven) ist ein Flottillenadmiral a. D. der Deutschen Marine. In seiner letzten Verwendung war er Admiral Marineausbildung im Marineamt.

## Militärische Laufbahn
Nach dem Abitur 1969 trat Riemke als Angehöriger der Crew X/69 in die Bundesmarine ein. Nach Abschluss der Offizierausbildung wurde er ab April 1972 zum Strahlflugzeugführer ausgebildet. Von Oktober 1974 bis Januar 1980 flog er als Einsatzflugzeugführer in der 2. Staffel des Marinefliegergeschwaders 2 (2./MFG 2) das Flugzeugmuster F 104 Starfighter. Anschließend besuchte er bis Mai 1980 als Vorbereitung auf seine Tätigkeit als Waffenlehrer, welche er bis September 1982 ebenfalls bei der 2./MFG 2 wahrnahm, den Fighter Weapons Instructor Course auf der Luke Air Force Base. Ab Oktober 1982 nahm Riemke am 24. Admiralstabslehrgang teil. Anschließend erfolgte seine erste Stabsverwendung als A 3-Stabsoffizier im Stab der Marinefliegerdivision.
Im Mai 1986 wurde Riemke Staffelkapitän der 1./MFG 2. Während dieser Verwendung wurde er auf das Flugzeugmuster Tornado umgeschult. Im Januar 1989 erfolgte die erste ministerielle Verwendung als Referent im Referat PV 3 im Bundesministerium für Verteidigung in Bonn. Im April 1992 übernahm er das Kommando über die Fliegende Gruppe des Marinefliegergeschwaders 2, welche er bis Mitte September 1994 innehatte. Ab Oktober 1994 wurde er Gruppenleiter OP 1 (Operative Planung 1) im Flottenkommando und wechselte im Oktober 1995 erneut ins Ministerium als Referatsleiter PV 3. Im Juli 1997 folgte einer Verwendung als Dezernatsleiter des Dezernats III 2 im Personalamt der Bundeswehr, bevor er von April 1998 bin März 2003 Referatsleiter (PSZ IV 6/PSZ I 6) in der Abteilung PSZ (Personal-, Sozial- und Zentralangelegenheiten) des Ministeriums wurde. Kapitän zur See Riemke wurde im April 2003 als Nachfolger von Hans-Joachim Stricker Admiral Marineausbildung im Marineamt in Rostock. In dieser Position wurde er am 31. März 2010 in den Ruhestand versetzt.

## Privates
Riemke ist verheiratet und hat 2 Töchter.